# Fast Forward (Spyro Gyra)
Fast Forward è il tredicesimo album in studio del gruppo musicale statunitense Spyro Gyra, pubblicato il 25 aprile 1990.
Il disco è stato classificato al primo posto dalla rivista settimanale statunitense Billboard per la categoria Top Contemporary Jazz Album.

## Tracce
1. Bright Lights (Dave Samuels) – 5:20
2. Para Ti Latino (Oscar Cartaya) – 4:15
3. Alexandra (Jay Beckenstein) – 4:43
4. Ocean Parkway (Jeremy Wall) – 4:30
5. Speak Easy (Jeff Beal) – 5:03
6. Futurefobia (Tom Schuman) – 4:22
7. 4MD (Jeremy Wall) – 4:36
8. Shadow Play (Jay Beckenstein) – 5:05
9. Escape Hatch (Tom Schuman) – 5:12
10. Tower Of Babel (Jay Beckenstein) – 5:29

## Formazione
- Jay Beckenstein – sassofoni
- Tom Schuman – tastiere
- Richie Morales – batteria
- Oscar Cartaya – basso
- Jay Azzolina – chitarra
- Marc Quinones – percussioni
- Dave Samuels – marimba, vibrafono e percussioni
- Jeff Beal – tromba
- David Broza – voce (traccia 10)

### Altri musicisti
Sezione fiati
- No Sweat Horns arrangiata da Barry Danielian
- Barry Danelian – tromba e flugelhorn
- Randy Andos – trombone
- Scott Kreitzer – sassofono tenore